# 閃光電球

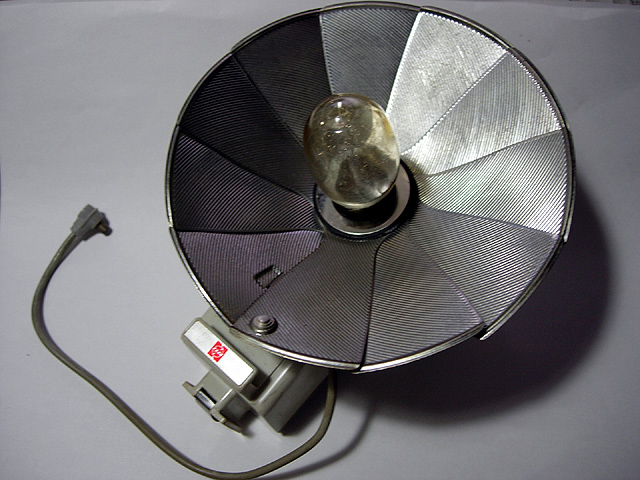
閃光電球と発光器

閃光電球（せんこうでんきゅう）は、フラッシュバルブ（Flashbulb ）とも呼ばれ、エレクトロニックフラッシュ（いわゆるストロボ）の普及以前に盛んに使用された、撮影時にシャッターと同調させてフラッシュガンに装着して発光する写真撮影用の照明。普通は電流で発光させるが、機械的衝撃で発光させるバルブもある。

## 概要

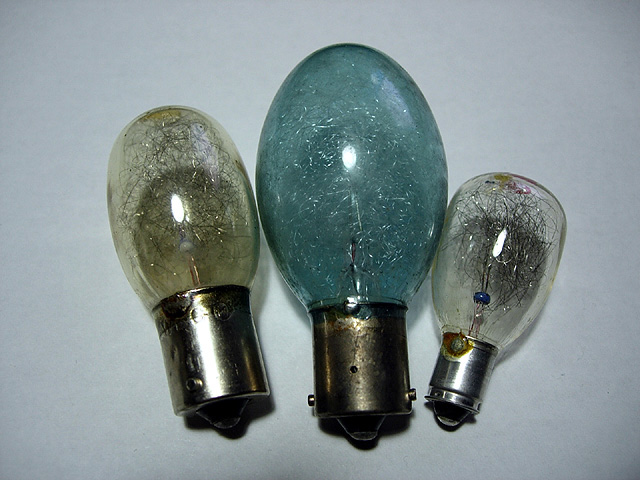
閃光電球

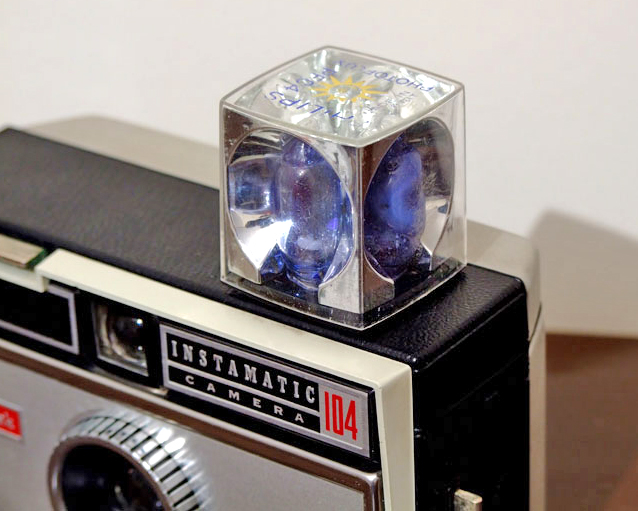
コダックインスタマチックカメラに装着されたフラッシュキューブ
(左：使用前、右：使用後)

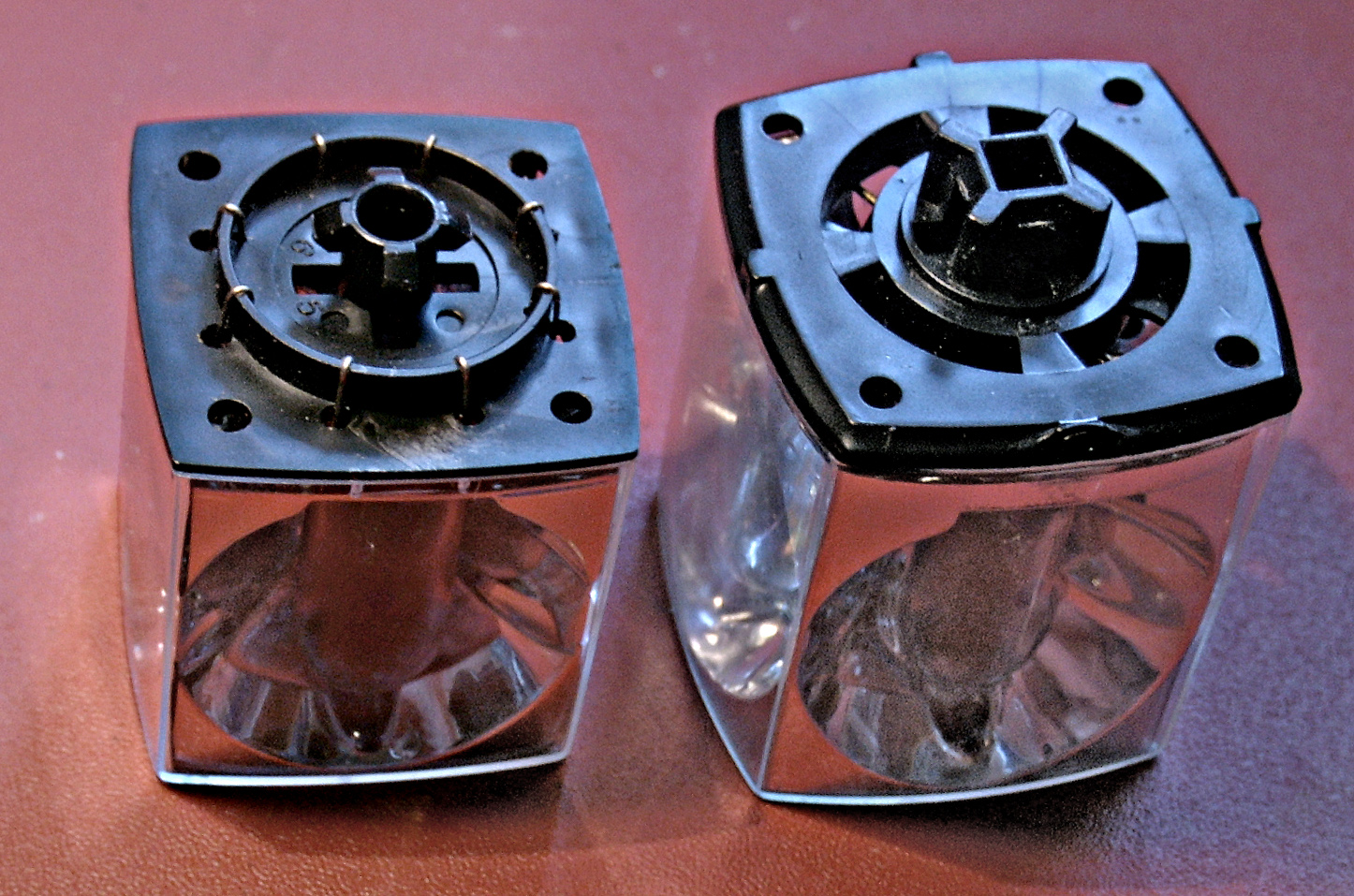
フラッシュキューブ(左)とマジキューブ(右)の底面ソケット部

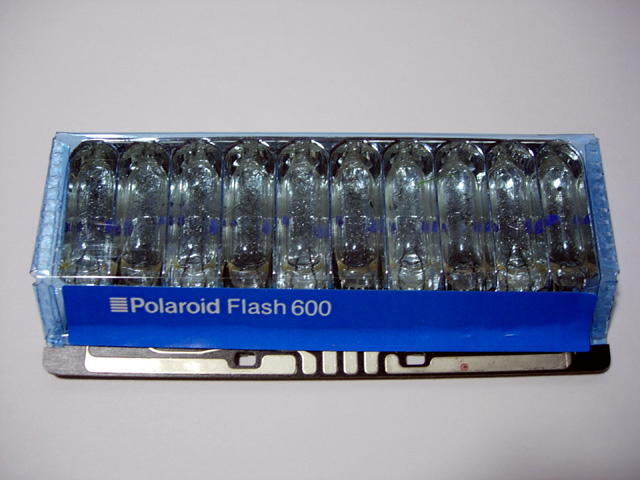
フラッシュバー

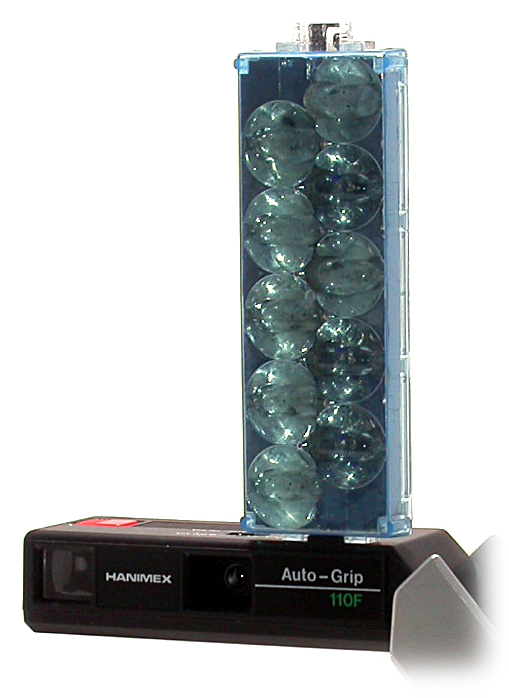
110フィルムカメラに装着されたフリップフラッシュ

閃光電球は、閃光発光器（せんこうはっこうき）もしくはフラッシュガンと呼ばれる、小型のアンブレラ（反射傘）があり発光用の電池とコンデンサを収めた発光装置を必要とする。カメラをシンクロケーブルで接続することでシャッターと同期して発光する。
エレクトロニックフラッシュ（ストロボ）との最も大きな違いは、金属を燃やすことで光を得ることである。そのメカニズムは、ビニールで保護したガラスのバルブの中に発光材（極細線状に加工したアルミニウムまたはジルコニウム）と酸素とを封入する。タングステン線とジルコンを主剤に酸化物（過塩素酸カリ、酸化鉛など）を混入した着火剤により、フラッシュバルブをガンに取り付け電流を流すと、タングステン線が最初に加熱されて燃え、これが球の中に飛び散り発光剤に引火して大光量を発する。たいていガラスのバルブはこの時のガス圧でひび割れし、また一般的な電球におけるフィラメントに相当するタングステン線も燃焼・蒸発により断線する。したがって使い捨てであり、写真を1枚撮影するごとに新品のバルブへ交換が必要となる。発光直後の閃光電球は高温になるため、火傷しないよう交換作業には注意が必要である。
その他、エレクトロニックフラッシュであれば放電エネルギーの変更により光量を変更することは容易であるが、閃光電球はその構造上、光量を変更することができず、発光するまでのタイムラグが大きい。また多くの閃光電球はモノクロ用であり、カラー撮影の場合はカラー用のものが必要となる。
連続して使用する場合に電球の交換が煩わしいため、工夫された製品も現れている。これらは発光器が持つはずのアンブレラ（反射傘）も小さいながらも内蔵しており、直接カメラに差し込んで使用する。
- フラッシュキューブ（Flashcube ） - 4つの閃光電球をひとつにまとめた立方体となっており、一度使うたびに90度回転させることで4回発光できる。インスタマチックカメラやポケットカメラ、ミノックスなどで使われた。ポケットカメラのように光源と撮影レンズが近い場合は赤目現象が発生しやすいため、高さを稼ぐためのエクステンダーと呼ばれる中間チューブが用意された。
- マジキューブ（Magicube ） - フラッシュキューブと同様だが、スプリングがマジキューブの根元にある点火薬を叩くことで発光するため、電源を持たないカメラに直接取りつけて使用できる。外観はフラッシュキューブと酷似しているが、差込口が異なるため間違える心配はない。
- フラッシュバー（Flashbar ） - 10個の閃光電球が横に並んだ構造となっており、それらを順番に発光させることができる。ポラロイドSX-70シリーズやポラロイド1000シリーズなど対応するカメラの上部に差込口がある。レンズ前面のカバーを撮影時に持ち上げると、そのカバーに差込口が表れるものもある。
- フリップフラッシュ（Flipflash ） - フラッシュキューブの欠点であった赤目現象の発生や発光回数の少なさを改善するために開発された。フリップフラッシュの閃光電球は上下に各4つまたは左右に各5つ垂直に配列され、8回から10回発光できた。また電球とレンズの間に距離ができたため赤目現象は解消された。 フリップフラッシュという名前は、フラッシュバルブの半分が使用されると残りのバルブを使用するにはユニットを上下反転して再度挿入する必要があることに由来している。 多くのフリップフラッシュ カメラでは、圧電素子がバネ仕掛けのストライカーによって機械的に叩かれるときに発生する電流によって電球が点火され、フィルムが送られるたびにストライカーが打鍵位置まで引き上げられる。

## 沿革
1929年、ドイツのハウフ（Hauff ）より世界初の閃光電球が発売された。それまで光源として使用された閃光粉は撮影者のシャッター操作を見計らって手動発光を行う助手が必要であったが、閃光電球は閃光粉と違い電気で発光させるため助手が不要になり、また光量をシャッターに合わせて効率的に使えるようになった。この取り扱いの良さから、新聞社などにいち早く利用された。
これに米ゼネラル・エレクトリック（1930年）、日本の東京電気（現東芝、1931年）、蘭フィリップス（1934年）と続いた。
戦後は小型低価格の規格が次々と現れ、アマチュア間にもフラッシュ撮影が普及した。後述のBC式発光器は小型軽量で、これを組み込んだカメラも現れた。1960年代からはストロボ（エレクトロニックフラッシュ）も普及してきたが、黎明期のエレクトロニックフラッシュは光量が小さくまたカラー撮影時の色再現が悪かったため、大光量を必要とする際やカラー撮影には引き続き閃光電球が多用された。ストロボは発光の持続時間が数〜数百マイクロ秒程度、長くても1ミリ秒より短いため、高速シャッターではスリット状になるフォーカルプレーンシャッターで日中シンクロ撮影を行う場合に対応できず、燃焼時間の長い（FP級）閃光電球が必要だった。
しかし大光量のストロボが製品化されるに従い、初期投資は低くても経費のかかる閃光電球による撮影は1980年代中頃から廃れていった。さらに、発光が数十ミリ秒持続するストロボが出現し、FP級閃光電球の必要性もなくなった。

## 発光タイミングによる分類
スイッチが入ってから最大光量に達するまでの時間で分類される。
- F級 - 10ミリ秒で最大光量に達する[2]。1950年代まで使用された[2]。
- FP級 - FP接点に設定したフォーカルプレーンシャッターで使用する。後幕が閉まり終わるまで光り続けるよう光量が平均して長く持続するよう設計されている[2]。1980年に販売されていた製品で例を挙げれば6B、プレス6B、プレス6がある。
- M級 - 20ミリ秒で最大光量に達する[2]。M接点に設定したレンズシャッターで使用する。全てのシャッタースピードで使用可能。フォーカルプレーンシャッターでもM接点があれば1/30秒程度以下で使用可能。1980年に販売されていた製品で例を挙げれば3B、5B、プレスB、プレス、22B、22がある。
- MF級 - 11ミリ秒で最大光量に達する。X接点で使用する。レンズシャッターでは全てのスピードで、フォーカルプレーンシャッターではシャッター幕が全開となるスピード以下で使用可能。1980年に販売されていた製品で例を挙げればAG-3Bがある。
- S級 - 発光までの時間が長い代わりに光量が多い。

## コーティングの色による分類
閃光電球そのものの色温度は3800 K前後で、（白黒用）写真電球と同程度である。モノクロ写真ではほとんど補正の必要はないが、（昼光用）カラーフィルムの場合コーティングが無色のバルブではかなり赤っぽく写ってしまう。
特にリバーサルフィルムでは撮影後の補正が不可能なので、コーティングを青く着色し色温度を上げた製品が主流になっていった。 品名末尾にBの文字が入っているものはこのカラー対応品である。
なお赤外線写真用も生産されていた。可能な限り可視光線を出さないような塗装がなされており、肉眼では真っ黒に見えた。

## 取り付け規格による分類
オールグラス（口金がなくピンが剥き出し）、スワンベース（バヨネットとも。引っ掛け爪が付いた直径15ｍｍの口金）、エジソンベース（E17電球相当でねじ込み式 - 最も大きい）があり、発光器に合った物でないとアダプターを介さなければフラッシュガンに挿さらない。この他2M、MXなど早期に廃れた規格もあり、中古のフラッシュガンを購入する際には注意が必要である。
品番にAGと入っているのがオールグラスで、1980年に販売されていた製品で例を挙げればAG-3Bが代表的である。3B、5B、6B、プレスB、プレス、プレス6B、プレス6がスワンベース。22B、22がエジソンである。

## 発光器
初期の閃光電球では1.5 Vの電池を2ないし4個直列に使用する場合が多く（後述）、懐中電灯のような円筒に電池を収め、その先端に閃光電球用のソケットと反射傘とを装備した発光器が使われていた。（撮影者から見て）カメラの左側に装着するのが普通で、円筒部分をグリップのように握り、右手でシャッター等を操作した。1970年代辺りまでの記者会見映像や、映画「甘い生活」「ローマの休日」等のパパラッチに、その様子が見て取れる（この様式は21世紀でも「グリップストロボ」として存在する）。
なお、旧い発光器では電解コンデンサーが交換できるようになっている製品が多い。コンデンサに充電したエネルギーを一気に放電する動作が繰り返されるので、専用の部品でも昔は容量抜け等が生じたためである。一般用のコンデンサだと寿命が極端に短くなる場合が多いので、交換には（現在では）ストロボ用に製作された電解コンデンサを使用すべきであるが、個人で入手するのはかなり困難である。

## 電源
初期には3ないし6 Vの電源を使用した。しかしこの方法では、発光器やカメラの接点における接触抵抗のため、閃光電球に充分な電流が流れず、シャッターとの同調が不安定になることがある。そのため1950年代からはコンデンサーと積層電池を使用したBC型発光器が使われるようになり、従来型をB型と呼ぶようになった。BC型では15–22.5 Vの積層電池で電解コンデンサーを充電し、フィラメントを通して放電させると、閃光電球には積層電池とほぼ同じ電圧が印加されることになる。燃焼とともにフィラメントは焼き切れ電路は断たれるので、それまでのごく短い時間だけ大電流が流れ、確実な発光が得られる。
主に積層電池やボタン電池が利用される。もっともポピュラーなものはW10積層電池 (15 V) 、BL-015積層電池(22.5 V)である。ボタン電池としては水銀電池のMR9(H-D)やNR52等の比較的容量の大きな電池やごく普通の単3電池を使用するものもある。また特殊な積層電池を使うものなど多数である。
現在W10電池やBL-015電池は国内では生産されておらず、BL-015よりも端子が数mm短いがほぼ同形で真空管ラジオ用に販売されている15F20積層電池や、電圧が24 Vと高いもののBL-015と完全に寸法互換性のある形状のリチウム一次電池NC706がFDKから販売されている。W10電池に関しては現行のボタン電池を用いるアダプターを使用する以外、国内での購入は難しい。一部のユーザーは12 V 小型アルカリ電池の27A電池や、3 Vのコイン形リチウム電池を複数組み合わせた自作の電源で代用することがある。

## 主要メーカー
- 松下電器産業 / ウエスト電気 - 現パナソニック ライティングデバイス
- 東芝
- フィリップス
- シルバニア (SYLVANIA)
- ゼネラルエレクトリック
- ウェスティングハウス

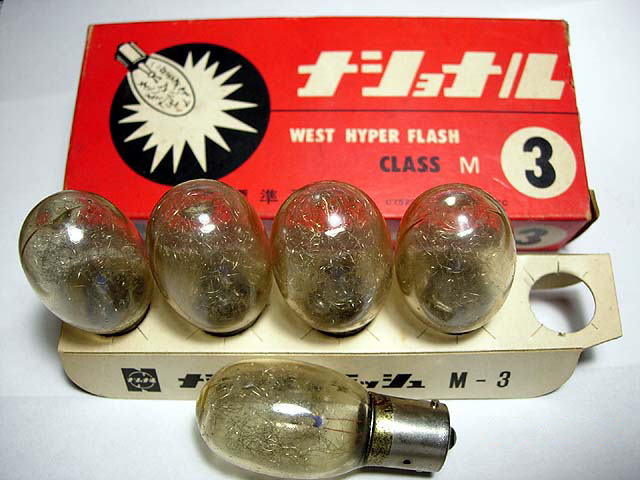
松下電器 / ウエスト電気製の閃光電球「ナショナルフラッシュM-3」。日本製は1箱5本入りか10本入り。
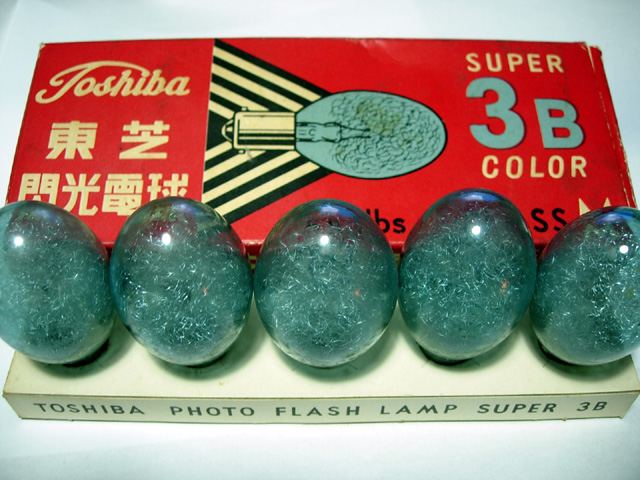
東芝製の閃光電球「東芝閃光電球スーパー3B」。カラー用で、色温度を補正するために青く着色されている。
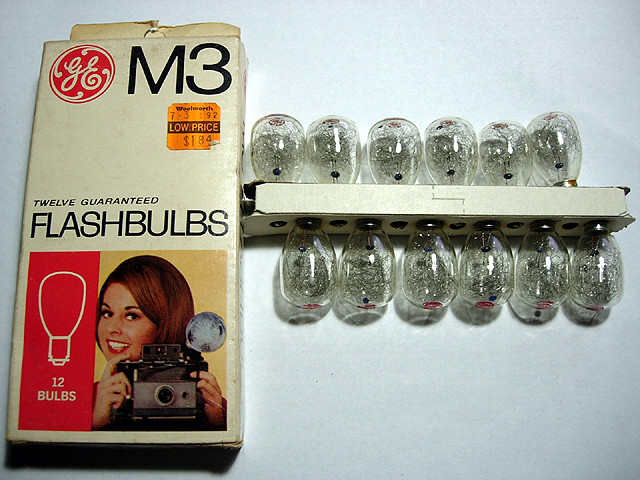
GE製の閃光電球「GE M3」。アメリカ製は1箱12本入り。
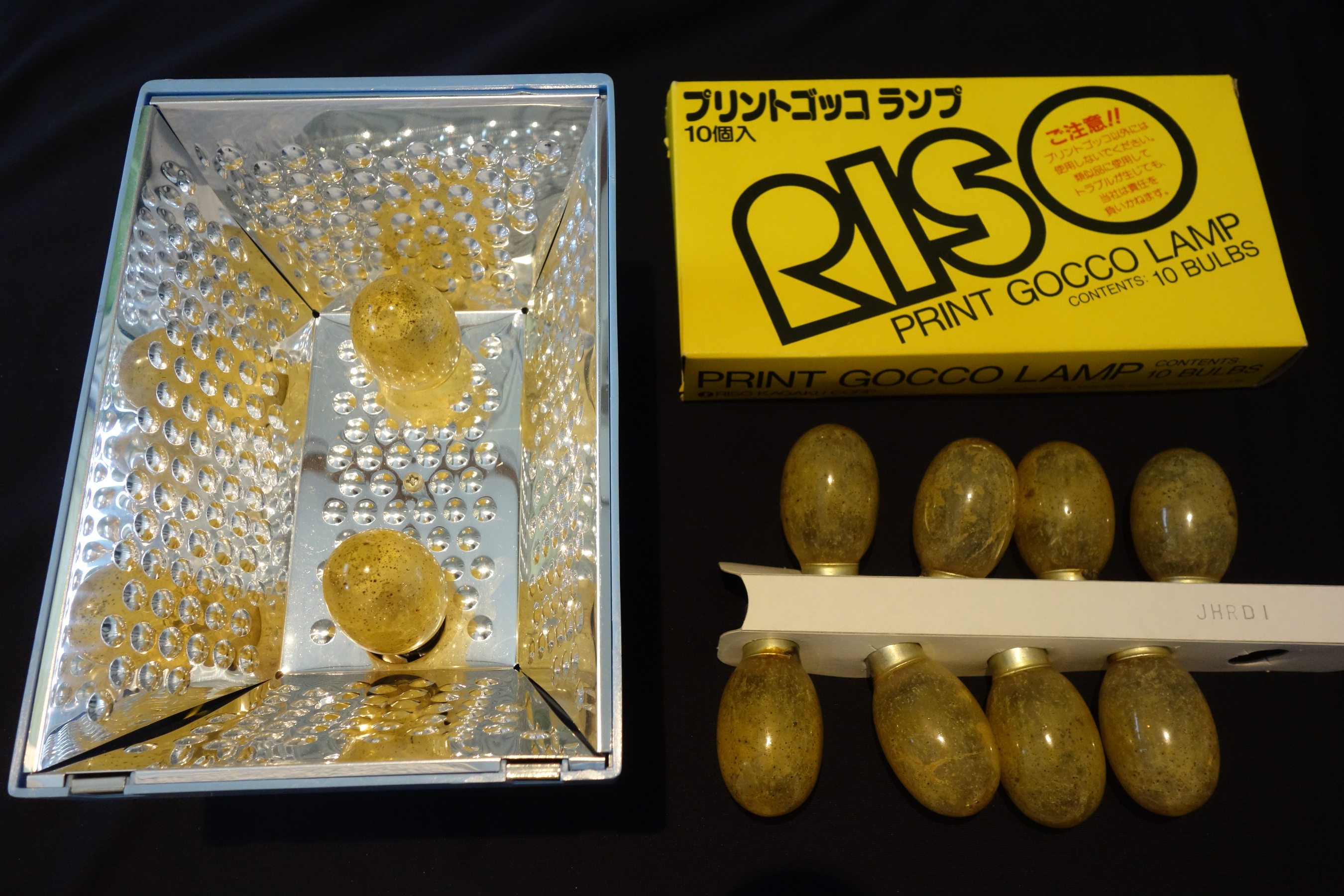
プリントゴッコ用のフラッシュランプ。赤外線に特化しており、松下電器・東芝が製造。